# Roberto Madrazo Pintado
Roberto Madrazo Pintado (Villahermosa, Tabasco; 30 de julio de 1952) es un abogado y político mexicano, miembro del Partido Revolucionario Institucional. Es hijo de Carlos Alberto Madrazo Becerra, exgobernador de Tabasco y Graciela Pintado Jiménez. 
Fue Gobernador de Tabasco entre el 1 de enero de 1995 y el 14 de junio de 1999; y del 26 de noviembre de 1999 y el 31 de diciembre de 2000, precandidato presidencial del Partido Revolucionario Institucional (PRI) en 1999, Presidente de su partido entre 2002 y 2005; y finalmente candidato presidencial de la Alianza por México en 2006.

## Estudios
Roberto Madrazo Pintado cursó la secundaria en el Instituto México, la preparatoria en el Centro Universitario México A.C., se graduó con mención honorífica de la carrera de Derecho por la Universidad Nacional Autónoma de México (UNAM) en 1974.

## Gobernador de Tabasco
Asumió la gubernatura de Tabasco el 1 de enero de 1995, luego de resultar triunfador en las elecciones estatales de Tabasco de 1994, como candidato del PRI, tras derrotar principalmente a Andrés Manuel López Obrador, del Partido de la Revolución Democrática (PRD), y Juan José Rodríguez Prats, del Partido Acción Nacional (PAN).
Pese a su holgado triunfo, el candidato opositor, Andrés Manuel López Obrador, acusó fraude electoral y convocó a movilizaciones de sus simpatizantes, por las calles de Villahermosa. López Obrador marchó a la Ciudad de México donde presentó más 250,000 documentos que demostrarían el supuesto gasto excesivo por parte de Madrazo.
Ante el clima de inestabilidad propiciado el entonces presidente de la República, Ernesto Zedillo, pacta con el PRD, a través de su secretario de Gobernación, Esteban Moctezuma Barragán, una nueva elección de Gobernador de Tabasco, para lo cual llamaría a Roberto Madrazo a integrarse a su gabinete como Secretario de Educación Pública, lo que provocaría la necesidad de convocar a elecciones extraordinarias en Tabasco para elegir un Gobernador Interino que concluyera el mandato iniciado por Madrazo.
Finalmente el intento por llevar a cabo nuevas elecciones en 1995 se vio frustrado luego de la defensa jurídica de Manuel Andrade Díaz, representante del PRI ante el Instituto Estatal Electoral y la amenaza de Roberto Madrazo Pintado de romper el Pacto Federal y separar al Estado de Tabasco de la Federación si el Gobierno del República continuaba con su intento de removerlo del cargo de gobernador.
Durante su rebeldía, Roberto Madrazo recibió el apoyo de la entonces presidenta del PRI María de los Ángeles Moreno y de los entonces gobernadores priistas de la época como Manuel Bartlett Díaz de Puebla, Manlio Fabio Beltrones Rivera de Sonora, Sócrates Rizzo de Nuevo León (que un año después en, 1996, fue obligado a pedir licencia al cargo de gobernador), Manuel Cavazos Lerma, de Tamaulipas, así como también del entonces nuevo gobernador de Chiapas, Eduardo Robledo Rincón, a quien, el 14 de febrero de 1995, Ernesto Zedillo obligó a pedir licencia al cargo.
El gobierno de Roberto Madrazo fue considerado el arranque para un crecimiento del poder local que transformó las reglas de la política mexicana.
Entre 1997 y 1998 el porcentaje del gasto federal enviado a las entidades federativas crece 19.5 puntos del presupuesto federal y se disparan durante el sexenio de Vicente Fox.

## Precandidato presidencial
El 14 de junio de 1999, solicitó licencia al Congreso de Tabasco para separarse del cargo de Gobernador de Tabasco para competir por la candidatura del PRI a la Presidencia de la República para los comicios de 2000.
Madrazo se presentó a la elección interna de su partida frente a Manuel Barlett Díaz, Humberto Roque Villanueva y Francisco Labastida Ochoa, quien resultó ganador de la elección realizada el 7 de noviembre de 1999.
Al concluir el proceso, Madrazo puso fin a su licencia como Gobernador de Tabasco, el 26 de noviembre de 1999 y regresó al cargo para concluir su mandato, que concluyó el 31 de diciembre de 2000.

## Presidente Nacional del PRI
Tras la derrota de Francisco Labastida ante el panista Vicente Fox en las elecciones federales de México de 2000,  la figura de Madrazo como líder dentro del PRI creció, pues se había convertido en la única figura opositora al llamado zedillismo. Madrazo fue elegido presidente nacional de su partido, cargo que había ocupado también su padre Carlos A. Madrazo entre 1964 y 1965.
Fue electo junto a Elba Esther Gordillo como Secretaria General del PRI.

## Candidato presidencial
Luego de un proceso interno marcado por el prematuro retiro de su principal rival, Arturo Montiel Rojas acusado de presunto enriquecimiento ilícito, Roberto Madrazo logró ganar la elección interna a Everardo Moreno Cruz para convertirse primero en el candidato del PRI y posteriormente de la Alianza por México (alianza conformada por el PRI y el PVEM a la Presidencia de la República, para las elecciones presidenciales de 2006.
Roberto Madrazo alcanzó en tercer lugar con un 22.26% del total de los votos, detrás de Andrés Manuel López Obrador por el PRD y Felipe Calderón por el PAN, quien resultó ganador.

## Controversias

### Escándalo del Maratón de Berlín
Tras la derrota electoral de 2006, Roberto Madrazo, anunció su retiro de la vida y el servicio público, sin embargo, volvió a ser señalado en 2007 cuando fue presuntamente descalificado del Maratón de Berlín, al obtener un tiempo de 2 horas y 41 minutos (el tiempo estaba a solo 36 minutos por encima del récord mundial, logrado recientemente). 
Desde el kilómetro 20 y hasta el kilómetro 35 los puntos de control no tuvieron registro de su paso. Madrazo terminó la carrera en el puesto 146, y aparentemente tardó 21 minutos en recorrer los 15 kilómetros entre los 20 km y 35 km (el récord mundial de esta distancia era de 41 minutos). El engaño fue revelado debido a que el tiempo de registro de salida, llegada y todos los tiempos parciales del maratón se realizó en función del tiempo de transpondedor. Finalmente, Madrazo fue descalificado, causando gran controversia en la política de México.
Madrazo Pintado posteriormente explicó que iba al evento en el entendido de que no correría el trayecto completo y que tuvo que parar en el kilómetro 21 por lo que se fue directo a la meta por su ropa.  Debido a que cruzó por la meta sin realizar el recorrido completo, afectó a otros corredores porque el lugar calculado para ellos fue mayor.  Cruzar la meta y/o recibir una medalla sin haber realizado el recorrido completo no se acostumbra en el ambiente de los maratones.  En su certificado de participación aparecen los tiempos parciales y el tiempo final.  El certificado muestra que el chip no pasó por los puntos de verificación de los kilómetros 25 y 30.  El certificado no aparece en el sitio oficial, debido a la descalificación.
La siguiente tabla muestra los tiempos y las diferencias que vienen en el certificado. El tiempo neto, que aparece como Nettozeit / chiptotal en el certificado, se muestra como el tiempo para el kilómetro 42:
| Kilómetro | Tiempo (hh:mm:ss) | Diferencia (hh:mm:ss) |
| --------- | ----------------- | --------------------- |
| 5         | 0:25:31           |                       |
| 10        | 0:50:36           | 0:25:05               |
| 15        | 1:16:03           | 0:25:27               |
| 20        | 1:42:42           | 0:26:39               |
| 25        | 0:00:00           | 0:00:00               |
| 30        | 0:00:00           | 0:00:00               |
| 35        | 2:03:53           | 0:00:00               |
| 40        | 2:29:34           | 0:25:41               |
| 42        | 2:41:12           | 0:11:38               |

A partir del kilómetro 21 en la ruta del Maratón de Berlín, un camino para ir hacia el punto de verificación del kilómetro 35 consiste en salir de la ruta del maratón más adelante en el cruce de la calle Grunewaldstraße con Martin Luther Straße; en lugar de ir hacia la izquierda, se va hacia la derecha en Martin Luther Straße hasta llegar a Kleitstraße, en donde se retoma la ruta del maratón poco antes del punto de verificación del kilómetro 35. En este caso la distancia recorrida entre los puntos de verificación de los kilómetros 20 y 35 es de 3.94 km.  La siguiente tabla muestra las velocidades promedio entre cada punto de revisión, tomando en cuenta el camino descrito arriba:
| Kilómetro | Tiempo (hh:mm:ss) | Diferencia (hh:mm:ss) | Velocidad (km/h) |
| --------- | ----------------- | --------------------- | ---------------- |
| 5         | 0:25:31           | 0:25:31               | 11.757           |
| 10        | 0:50:36           | 0:25:05               | 11.96            |
| 15        | 1:16:03           | 0:25:27               | 11.787           |
| 20        | 1:42:42           | 0:26:39               | 11.257           |
| 35        | 2:03:53           | 0:21:11               | 11.159 (3.94km)  |
| 40        | 2:29:34           | 0:25:41               | 11.68            |
| 42        | 2:41:12           | 0:11:38               | 11.305           |

La velocidad promedio es casi igual en todos los segmentos del recorrido. Para algunos es extraño que si el corredor estaba exhausto en el kilómetro 21, este mantuvo el mismo paso hasta la meta  La temperatura ambiente para el día 30 de septiembre de 2007 en Berlín era de 14.4 grados a las 9:00 a. m. cuando inició el maratón y varió entre 15 y 14 en las siguientes horas.  Con esta temperatura los espectadores que están parados a lo largo de la ruta requieren un abrigo.  Los corredores no necesitan estar abrigados mientras están corriendo, ya que el cuerpo necesita disipar el calor que genera.

## Publicaciones

### Libros
- Donde empieza el pavimento (1987)
- La Traición (2007)
- El despojo (2009)
- México: La historia interminable (2021)